# جايسون كروغ
جايسون كروغ هو لاعب هوكي الجليد كندي، ولد في 9 أكتوبر 1975 في Fernie, British Columbia ‏ في كندا.

## وصلات خارجية
- جايسون كروغ على موقع دوري الهوكي الوطني (الإنجليزية)
- جايسون كروغ على موقع قاعة مشاهير الهوكي (لاعب أن.إتش.أل) (الإنجليزية)
- جايسون كروغ على موقع EliteProspects.com (الإنجليزية)
- جايسون كروغ على موقع Eurohockey.com (الإنجليزية)
- جايسون كروغ على موقع HockeyDB.com (الإنجليزية)
- جايسون كروغ على موقع Hockey-Reference.com (الإنجليزية)